# NGC 2791
NGC 2791 este o emission-line galaxy⁠(d) situată în constelația Racul. A fost descoperită în 21 decembrie 1863 de către Albert Marth.